# Jiří Stegbauer
Jiří Stegbauer (7. ledna 1949 Poděbrady – 1. března 2021 Praha) byl český básník, novinář, publicista, zakladatel nakladatelství Ostrov, znalec a propagátor díla Jaroslava Foglara a skautingu.

## Životopis
Narodil se v Poděbradech v roce 1949. Jako chlapec založil s kamarády pod vlivem Foglarovy knihy Záhada hlavolamu v roce 1958 klub Modré šípy. Sám měl klubovou přezdívku Jura.
V roce 1963 se seznámil s matkou Jaroslava Foglara a následně se svým klubem pečoval o hrob Jestřábova otce, Jindřicha Foglara, v Poděbradech.
Korespondoval s Jaroslavem Foglarem a poprvé se s ním sešel o prázdninách roku 1963 na jeho chatě v Černošicích. Tehdy pozval Foglar celý Stegbauerův klub na návštěvu svého oddílu. Klub se pak zúčastnil jako host několika víkendových akcí a schůzek Foglarovy Dvojky v roce 1964. Foglar tehdy spolupracoval s redakcí časopisu ABC při uvádění myšlenky čtenářských klubů časopisu ABC v život a Stegbauerův klub „Modré šípy“ z Poděbrad se stal v roce 1963 na jeho výzvu prvním klubem jedenácté stovky („Turistická“) s číslem RP 1101. Tato stovka klubů byla korespondenčně řízena přímo Jaroslavem Foglarem do roku 1965, kdy ji předal Zdeňku Pírkovi-Mirkovi. Stegbauerův klub přijel na setkání klubů ABC u Lysé nad Labem v polovině šedesátých let s do té doby zakázaným indiánským stanem týpí.
Činnost klubu ABC byla ukončena v roce 1965, návazně Stegbauer založil a do roku 1968 vedl tábornický oddíl Modré šípy. Svůj oddíl v rodných Poděbradech i později za studií a po trvalém usazení v Praze vedl podle skautských výchovných a výcvikových metod, přestože sám nebyl organizovaným skautem. Ve spolupráci se Zdeňkem Pírkem rozmnožoval věstník Sběratel, což byl zpravodaj vznikajícího Klubu sběratelů. Z Klubu sběratelů vznikl v roce 1966 Klub přátel Jaroslava Foglara a Jiří Stegbauer byl jedním z jeho pěti zakladatelů. Klub byl však s nastupující normalizací zrušen v roce 1970.
Vystudoval Fakultu žurnalistiky University Karlovy v Praze a počátkem 70. let 20. století pracoval jako redaktor Lidové demokracie. Redigoval mj. dětskou rubriku v sobotní Lidové demokracii, pro kterou napsal Jaroslav Foglar v letech 1970–1971 celkem 42 článků a nakreslil patnáct návodných oddílových nálepek. Poslední článek vyšel 22. ledna 1972. Po zákazu otiskovat Foglara byla Stegbauerovi zrušena na konci roku 1971 pracovní smlouva.
Publikoval také v dalších časopisech, např. Mladý svět, Čs. voják a Pionýr (později jako Větrník). V dětském časopise Pionýr, kde od roku 1961 vznikaly turistické kluby (zvané „turistické rozvědky“) řídil Stegbauer po Svatopluku Hrnčířovi tyto kluby obdobně, jako byly dříve řízeny kluby ABC. V časopise měly kluby svoji stránku „Ostrov“ a rovněž byl vydáván občasník „Šipka“. Po vzniku časopisu Větrník zde zavedl Stegbauer podle Foglarovu vzoru v letech 1969–1970 opět čtenářské kluby.
Začátkem 90. let spolupracoval s Jaroslavem Foglarem na úpravě jeho vzpomínek „Život v poklusu“ pro první redigované vydání pod názvem „Po stopách Rychlých šípů“, ke kterému napsal ediční poznámku a sestavil přehled životopisných dat Jaroslava Foglara s využitím poznámek Zdeňka Pírka (vydal Magnet-Press, publikace 11/1990).
V roce 1997 byl spolu s Jaroslavem Čvančarou-Jáčkem jedním z organizátorů výstavy Po stopách Rychlých šípů, konané v Muzeu hl. m. Prahy u příležitosti 90. narozenin spisovatele Jaroslava Foglara a nedožitých 90. narozenin malíře Jana Fischera.
Byl členem redakční rady „Kruhu přátel odkazu Jaroslava Foglara“, která od roku 2009 připravuje publikaci Sborník nezávislých foglarovců. Rada pracovala ve složení Jiří Stegbauer–Jura (editor), Luboš Trkovský, Petr Vyleta a Jiří Zachariáš-Pedro.. V letech 2009–2020 vyšlo zatím devět čísel Sborníku, věnovaného Jaroslavu Foglarovi, jeho životu, tvorbě a další činnosti.
V roce 1991 založil v Praze a následně vlastnil nakladatelství Ostrov se zaměřením na literaturu faktu a dobrodružnou literaturu pro děti a mládež.
V letech 1997–2017 byl autorem několika návrhů na udělení státního vyznamenání Jaroslavu Foglarovi. Vyznamenání bylo nakonec Jaroslavu Foglarovi v roce jeho nedožitých 110. narozenin uděleno prezidentem republiky dne 28. října 2017 – medaile Za zásluhy I. stupně, za zásluhy o stát v oblasti umění (in memoriam).
Jiří Stegbauer byl za svou činnost na návrh Jaroslava Čvančary vyznamenán Medailí skautské vděčnosti.

## Citát
| „                      | Všem nám bude scházet. Věřím, že tam nahoře už zaslechl Jestřábovu vůdcovskou píšťalku a dokázal do třinácti vteřin posílit zástup hochů kolem něho. | “ |
| — Jiří Zachariáš-Pedro | |   |

## Literární dílo, výběr
- 1976 Doušek na dně (básnická sbírka), vyd. Mladá fronta Praha
- 1997 Po stopách Rychlých šípů, katalog výstavy, vyd. Muzeum hl. m. Prahy
- 2006 Poděbrady: město mého srdce (Petr Vácha spolu s Jiřím Stegbauerem), vyd. Ostrov Praha
- 2017 Zamilovaný šašek krále Jiřího : (rodným Poděbradům), svazek poezie, vyd. Ostrov Praha
- 2019 Andělé v noční zahradě : verše nejen o mnoha podobách lásky (výbor z tvorby Jiřího Stegbauera), vyd. Ostrov Praha

## Další literární příspěvky a spolupráce, výběr
- 1991 Jaroslav Čvančara: Akce atentát (Jiří Stegbauer – odborná spolupráce)
- 1997 Jestřábovy vzlety, lety a pády aneb Jak život šel, In.: Jaroslav Foglar: Život v poklusu, str. 202–212 (přehled sestavil Jiří Stegbauer s využitím poznámek Zdeňka Pírka, doplnil Václav Nosek-Windy), vyd. Olympia
- 2003 Svědectví jako dialog – doslov ke knize Jiřího Poláka „Poselství žlutého kvítku“, (str. 111–114), vyd. Olympia
- 2006 S Jindrou a Červenáčkem ve Sluneční zátoce (In.: Věstník trutnovského Open air music festivalu)
- 2007 Doslov ke knize Záhady a tajemství Jaroslava Foglara od Miloše Zapletala (str. 285, vyd. Euromedia Group-Knižní klub, Praha, 2007)
- 2007  Dál vydávat Foglara? Malé zamyšlení o tom, z čeho jsme vzešli, kdo jsme a kam směřujeme, In.: Sborník Fenomén Foglar (edit. Ivo Jirásek, vyd. Prázdninová škola Lipnice)[15]
- 2010 František Dostál: Praha ve společné péči obyvatel (editor Jiří Stegbauer), vyd. Ostrov Praha
- 2012 Jaroslav Foglar: Stínadla se bouří (editor a doslov Jiří Stegbauer, bibliofilské vydání, Ostrov Praha)
- 2012 Pod vlajkou devadesátky/Jaroslav Foglar (bibliofilie, vyd. Ostrov Praha) (J. Stegbauer-editor, doslov spolu s L. Trkovským)
- 2014 Život s Bratrstvem kočičí pracky?  (článek v týdeníku LUK – Literatura, umění, kultura, vyd. Unie českých spisovatelů, 17. září 2014)
- 2017 Za všechno může Foglar? (článek ve Sborníku nezávislých foglarovců, sv. 6, str. 14–5)
- 2018 Skromný titán Sváťa Hrnčíř (článek ve Sborníku nezávislých foglarovců, sv. 7, str. 26–7)
- 2020 Životopisný medailon: Jaroslav Foglar, In.: Jiří Zachariáš–Pedro: Stoletý hoch od Bobří řeky (Jiří Stegbauer byl editorem, tvůrcem návrhu původní obálky a dále autorem kapitoly „Orientační data v životě Jaroslava Foglara“)[16]